# Ной-Дархау
Ной-Дархау (нем. Neu Darchau) — община в Германии, в земле Нижняя Саксония.
Входит в состав района Люхов-Данненберг. Подчиняется управлению Эльбталауэ. Население составляет 1457 человек (на 31 декабря 2010 года). Занимает площадь 22,62 км².
Коммуна подразделяется на 9 сельских округов.